# Sean McClory
Séan Joseph McClory (* 8. März 1924 in Dublin, Irland; † 10. Dezember 2003 in Hollywood Hills, Los Angeles, Kalifornien) war ein irischer Schauspieler.

## Leben
Séan McClory wurde in Dublin geboren und wuchs in Galway auf. Er war der Sohn von Hugh Patrick, einem Architekten und Bauingenieur, und Mary Margaret Ball. Am Abbey Theatre begann er seine Schauspielkarriere und blieb bis 1947 hauptsächlich auf der Bühne zu sehen. Nachdem er 1947 in die USA auswanderte, war er auch vereinzelt in kleineren Filmrollen zu sehen. Mit Beginn des Fernsehens war er neben Filmauftritten in Die Piratenkönigin und Des Königs Dieb auch in Fernsehserien wie Der Kopfgeldjäger und The Californians zu sehen. Bis in die 1980er Jahre war er regelmäßig beschäftigt und spielte in über 130 Film- und Fernsehproduktionen mit.
Am 10. Dezember 2003 verstarb McClory im Alter von 79 Jahren an einem Herzinfarkt. Vom 17. März 1983 bis zu seinem Tod war er mit der Schauspielerin Peggy Webber verheiratet.

## Filmografie (Auswahl)
- 1947: Dick Tracy’s Dilemma
- 1947: Dick Tracy Meets Gruesome
- 1948: Beyond Glory
- 1949: Der Kampf um den Sonora-Pass (Roughshod)
- 1950: The Daughter of Rosie O’Grady
- 1950: Die Glasmenagerie (The Glass Menagerie)
- 1950: Die Gefangene des Ku-Klux-Klan (Storm Warning)
- 1951: Burg der Rache (Lorna Doone)
- 1951: David und Bathseba (David and Bathsheba)
- 1951: Rommel, der Wüstenfuchs (The Desert Fox: The Story of Rommel)
- 1951: Die Piratenkönigin (Anne of the Indies)
- 1952: Der Sieger (The Quiet Man)
- 1952: What Price Glory?
- 1952: Die Legion der Verdammten (Les Misérables)
- 1952: Das Schiff der Verurteilten (Botany Bay)
- 1953: Niagara
- 1953: Das geheimnisvolle Testament (Plunder of the Sun)
- 1953: Das letzte Signal (Island in the Sky)
- 1953: Der unheimliche Untermieter (Man in the Attic)
- 1954: Formicula (Them!)
- 1954: Gala-Premiere (Ring of Fear)
- 1955: Mit Leib und Seele (The Long Gray Line)
- 1955: Die Ratten von Chicago (I Cover the Underworld)
- 1955: Das Schloß im Schatten (Moonfleet)
- 1955: Des Königs Dieb (The King’s Thief)
- 1956: Diane – Kurtisane von Frankreich (Diane)
- 1956/1959: Alfred Hitchcock präsentiert (Alfred Hitchcock Presents, Fernsehserie, 2 Folgen)
- 1957: Das Fort der mutigen Frauen (The Guns of Fort Petticoat)
- 1957–1959: The Californians (Fernsehserie, 29 Folgen)
- 1958: Have Gun – Will Travel (Fernsehserie, Folge 2x13)
- 1960: Josh (Wanted: Dead or Alive, Fernsehserie, Folge 2x21)
- 1961: Valley of the Dragons
- 1961/1962: Westlich von Santa Fé (The Rifleman, Fernsehserie, 2 Folgen)
- 1961–1964: Perry Mason (Fernsehserie, 3 Folgen)
- 1961–1987: Walt Disneys bunte Welt (Walt Disney's Wonderful World of Color, Fernsehserie, 5 Folgen)
- 1962: Kein Fall für FBI (The Detectives, Fernsehserie, Folge 3x21)
- 1962: Am Fuß der blauen Berge (Laramie, Fernsehserie, Folge 3x26)
- 1962: Die Unbestechlichen (The Untouchables, Fernsehserie, 2 Folgen)
- 1962: Lassie (Fernsehserie, Folge 9x12 Ein neuer Freund)
- 1962/1963: Bonanza (Fernsehserie, 2 Folgen)
- 1964: Mary Poppins (Sprechrolle)
- 1964: Cheyenne (Cheyenne Autumn)
- 1964: Meine drei Söhne (My Three Sons, Fernsehserie, Folge 5x05)
- 1964: Tausend Meilen Staub (Rawhide, Fernsehserie, 2 Folgen)
- 1965: Mein Onkel vom Mars (My Favorite Martian, Fernsehserie, Folge 2x16)
- 1965–1969: Daniel Boone (Fernsehserie, 3 Folgen)
- 1965–1971: Die Leute von der Shiloh Ranch (The Virginian, Fernsehserie, 3 Folgen)
- 1966: Daktari (Fernsehserie, Folge 1x04)
- 1966: Vierzig Draufgänger (Follow Me, Boys!)
- 1967: Verschollen zwischen fremden Welten (Lost in Space, Fernsehserie, Folge 2x29)
- 1967: Die abenteuerliche Reise ins Zwergenland (The Gnome-Mobile)
- 1967: Der Pirat des Königs (The King’s Pirate)
- 1967: Lieber Onkel Bill (Family Affair, Fernsehserie, Folge 2x05)
- 1967: Der glücklichste Millionär (The Happiest Millionaire)
- 1967: Mannix (Fernsehserie, Folge 1x14 Tod im Niemandsland)
- 1968: Bandolero
- 1969: High Chaparral (The High Chaparral, Fernsehserie, Folge 2x18)
- 1970/1974: Rauchende Colts (Gunsmoke, Fernsehserie, 2 Folgen)
- 1971: The Day of the Wolves
- 1975: Mordsache Randall-Chase (Kate MacShane, Pilotfilm zu Fernsehserie)
- 1975: Die knallharten Fünf (S.W.A.T., Fernsehserie, Folge 2x04)
- 1976: Unsere kleine Farm (Little House on the Prairie, Fernsehserie, Folge 2x16)
- 1976: Der Preis der Macht (Captains and the Kings, Miniserie)
- 1978: Columbo (Fernsehserie, Folge 7x05 Waffen des Bösen)
- 1978: Kampfstern Galactica (Battlestar Galactica, Fernsehserie, Folge 1x05)
- 1979: Roller Boogie
- 1981: Trapper John, M.D. (Fernsehserie, Folge 3x09)
- 1982–1983: Frank Buck – Abenteuer in Malaysia (Bring ’Em Back Alive, Fernsehserie, 7 Folgen)
- 1983: Fantasy Island (Fernsehserie, Folge 6x14)
- 1983: Simon & Simon (Fernsehserie, Folge 3x11 Das Alptraumschiff)
- 1985: Falcon Crest (Fernsehserie, Folge 5x03 Blutsbande)
- 1986: Mord ist ihr Hobby (Murder, She Wrote, Fernsehserie, Folge 3x06)
- 1987: Die Toten (The Dead)
- 1993: Body Bags (Fernsehfilm)